# كأس تونس 1969–70
كأس تونس لكرة القدم 1969-1970 هو الموسم رقم 15 منذ الاستقلال وال40 منذ إنشائه من كأس تونس لكرة القدم.

فاز بهذا الموسم النادي الإفريقي، وجاء ثانيا المستقبل الرياضي بالمرسى.

## روابط خارجية
- الموقع الرسمي للجامعة التونسية لكرة القدم.